# Kick Kasskoo
Kick Kasskoo est une série animée américaine créée par Sandro Corsaro. Elle raconte le quotidien du jeune Clarence "Kick" Buttowski, qui aspire à devenir le plus grand cascadeur du monde. Il s'agit de la quatrième série Disney XD originale. La diffusion a débuté le 13 février 2010 aux États-Unis. En France, la Série est diffusée à partir du 12 septembre 2010 sur Disney XD France et au Canada aussi sur Disney XD. Cette série est animée avec le logiciel Toon Boom Studio qui lui confère un style proche de l'animation en Flash. Elle est produite et dirigée par Chris Savino.

## Synopsis
Kick Buttowski est le cadet d'une famille modeste des États-Unis. Chaque jour, il perturbe la tranquillité du quartier en tentant de dangereuses cascades avec l'aide de son ami Gunther, ce qui n'est pas du goût de son entourage…

## Distribution

### Voix originales
- Charlie Schlatter : Kick Buttowski
- Matt L. Jones : Gunther Magnuson
- Danny Cooksey : Brad Buttowski
- John DiMaggio : M. Lane Vickle, voix additionnelles
- Jeff Bennett : Billy Stumps, Mall Cop, voix additionnelles
- Eric Christian Olsen : Wade
- Grey DeLisle : Brianna Buttowski, voix additionnelles
- Brian Stepanek : Harold Buttowski
- Kari Wahlgren : Honey Buttowski
- Emily Osment : Kendall Perkins
- Maria Bamford : Jackie Wackerman
- Clancy Brown : Magnus Magnuson
- April Winchell : Helga Magnuson
- Dwight Howard : Rock Callahan
- Simon Helberg : Ronaldo
- Roz Ryan : Mme Rose Fitzpatrick
- Richard Steven Horvitz : Christopher Mouth
- Will Forte : Gordie Gibble
- Skai Jackson : Madison
- Brian Doyle-Murray : Glenn
- Harland Williams : Pansy
- Sandro Corsaro : Anthony Michael DiPazzi, Michael Anthony DiPazzi, voix additionnelles
- Henry Winkler : le principal Henry
- Greg Cipes : Horace
- Mindy Sterling : Mme Grace Chicarelli
- Jessica DiCicco : Penelope Patterson, Nichole, Michelle
- Tony Hawk : Hush
- James Arnold Taylor : Jock Wilder
- Carlos Alazraqui : Shogun Sanchez, le principal rival
- Doug Brochu : Abbie
- Tom Kenny : cousin Kyle, Frank, Don Zaza, Lady Lala

### Voix françaises
- Mathieu Moreau : Kick Buttowski
- Sébastien Hébrant : Gunther Magnuson
- Alessandro Bevilacqua : Brad Buttowski
- Mélanie Dermont : Brianna Buttowski
- Martin Spinhayer : M. Vitelotte
- Peppino Capotondi : Billy le manchot
- Maxime Donnay : Ronaldo
- Élisabeth Guinand : Kendall Perkins
- Nathalie Stas : Mme Fitzpatrick
- Nathalie Hons : Chérie Buttowski
- Jeanne Dandoy : Jackie Wackerman
- Romain Barbieux : Gordon Gibble

## Personnages

### Personnages principaux

#### Clarence Francis "Kick" Buttowski
Âgé de douze ans, Kick vit dans un quartier résidentiel avec ses parents et son grand-frère Brad. Il s'entraîne chaque jour à devenir le plus grand cascadeur du monde. Ses idoles sont Boom McCondor et Rock Callahan, deux légendes de la cascade.
Kick porte exclusivement une tenue de cascadeur blanche avec des rayures verticales rouges, un casque de même couleur qu'il n'enlève jamais, ainsi que des gants et des bottes jaunes. Son nez n'est pas visible et sa voix est grave. 
Quand il échoue, il sort souvent un "Oh, bien joué !"

#### Gunther Magnuson
Le meilleur ami de Kick, d'origine scandinave. Bien qu'obèse et peu téméraire, il assiste Kick et coordonne la plupart de ses cascades.
Il porte un T-shirt bleu et une casquette rouge.

#### Bradley "Brad" Buttowski
Le grand frère de Kick et son principal ennemi. Il le tyrannise et cherche à l'empêcher de réaliser ses cascades.
Brad a une hygiène personnelle qui laisse à désirer. Il se croit populaire, surtout auprès des filles. Il déclare souvent « Vive Brad ! ».

### Personnages secondaires

#### Brianna
Une fille pourrie gâtée, très prétentieuse, qui participe à des concours de beauté. Elle aime bien Kick, mais pas Brad.

#### Kendall
Une camarade de classe de Kick, qui aime être avec lui mais aussi l'embêter. Elle est studieuse et est amoureuse de lui.

#### Chérie Hydrospeed
C'est la mère de Kick, mais elle n'apparaît que dans la saison 2.
C'est une cascadeuse spécialisée dans le pilotage aquatique : sa tenue est fuchsia avec des paillettes, et elle porte des gants et des bottes pourpres.

## Liste des épisodes

### Saison 1 (2010)
1. Kick, le casse-cou : cascadeur
2. Cascades au sommet
3. Duel à la bibliothèque
4. La méga soirée
5. La cachette secrète
6. L'appel de la cascade
7. Kick K.O
8. Pas sans mes "Crousti 4x4"
9. Panique au stade
10. Le ragout nordique
11. La fan de Kick
12. Les dents de la rivière
13. Ensevelis
14. Une histoire de singe
15. Cascades musicales
16. Le tricycle X-5
17. Catch Attack
18. Privé de ciné
19. L'appel de la nature
20. Oskar et moi
21. La voiture de Papa
22. L'héritié de Dave
23. Gunther est amoureux
24. Le meilleur papa du monde
25. Course de karts
26. Bon annivairsaire Jackie
27. Jamais sans mon casque
28. Wade cadre supérieur
29. La cascade ultime
30. Le cousin infernal
31. Numéro Un
32. La fête des mères
33. La dispute
34. Le carnet de notes
35. Danse avec l'ennemi
36. Haute surveillance
37. La course au devoirs
38. Pour une poignée de sorbets
39. La machination
40. La cascadeuse

### Saison 2 (2011-2012)
1. L'embrouille du billet
2. L'amour, c'est nul !
3. Le ménage de l'extrème
4. 29 minutes chrono
5. Le rodéo BMX
6. La bataille musicale
7. Cascadeur de mère en fils
8. Un cascadeur en smoking
9. Canicule
10. Le camarade de chambre
11. Adjugé vendu !
12. Gamelles en serie
13. Le grande père de l'extrème
14. Le rituel viking
15. Séance photo
16. Main dans la main
17. La guerre des frères
18. Duel de karts
19. Kyle contre-attaque
20. L'as du sport
21. Le cancre, le pion et la maitresse
22. Le pacte des Kasskoo
23. Le Trafalgar
24. Brad vs. Kick
25. Soirée pyjama
26. Un halloween mémorable
27. Le parc d'attraction abandonné
28. La chambre de Brad
29. On a enlevé Wade
30. Un Noël en famille
31. Les vacances à la neige
32. La rivière somnolente
33. La doublure de Roméo
34. Bon toutou
35. Un amour de grand frère
36. Le grenier
37. Le défi viking
38. Un cadeau bien caché
39. Le roi de l’orthographe
40. Les élections
41. Le campement sauvage de Jock Savane
42. Petites jalousies entre ennemis
43. Pauvre Monique!
44. La guerre des raquettes
45. Nuit d’horreur
46. Gunther, le viking
47. Les frères ennemis
48. Ma grand-mère préférée
49. Photo de famille
50. Opération : baby-sitter
51. La folie des cookies
52. Ambiance glaciale
53. La Frime et son gang
54. Les fans de l’extrême
55. Histoire sans parole
56. Enfermé dehors
57. Le rêve
58. La dette d’honneur
59. Les boulettes infernales
60. Le prêt
61. Kendall cascadeuse

- D'autres épisodes de cette saison existent, mais ils n'ont pas encore été diffusé en France

### Erreurs
- Dans "L'appel de la cascade", quand la voisine apparaît, Kick l'appelle "Mme Chouquette", alors que son nom est "Mme.Chicarelli".
- Dans "Un cascadeur en smoking", Kick demande a un homme de garder sa place dans la file. Dans sa course, il rencontre ce même homme, alors quelques secondes seulement s'écoulent.

### Annulation et pétition
Sur son compte Twitter, Sandro Corsaro a annoncé à ses fans que la série ne serait pas renouvelée pour une nouvelle saison. Ces derniers ont commencé à recueillir des signatures pour une pétition, afin d'inciter Disney à continuer la série.